# Суспільне служіння
Суспільне служіння — добровільна та безоплатна праця людини, групи, громади на благо інших, мотивована бажанням дієво стверджувати свої світоглядні переконання.
З огляду на таке визначення служіння, необхідно вказати на певну послугу як процес та продукт праці, цим суспільне служіння чітко відрізняється від, наприклад:
- молитви за ближнього, яка позбавлена практичної складової;
- богослужіння, «адресатом» якого не можна назвати особу, що потребує допомоги;
- військової служби, яка замість «перетворення предметів праці за допомогою засобів праці у життєві блага (продукт)» передбачає знищення предметів (техніки, живої сили ворога).

З огляду на мотивацію та безоплатний характер, служіння вирізняється з-поміж інших діяльностей, спрямованих на благо інших людей:
- соціальної роботи, де вагомою ознакою є професійність, а рушіями — цілі конкретної організації;
- державного управління, яке, хоч і має служити інтересам громади, часто-густо ігнорує або суперечить їм;
- комерційних послуг (побутових, інформаційних та інших), які, за визначенням, мають на меті отримання доходу.

Це виокремлення не означає протиставлення: в ідеалі, названі види діяльности мали б збігатися з поняттям служіння, тобто ставити в центр взаємин інтерес загалу (який би природно містив у собі й особистий зиск), базуватись на свідомому моральному виборі.
Така продуктивна і безкорислива праця може бути організованою або спонтанною, тривалою чи короткотерміновою, не має значення кваліфікація виконавців та категорія споживачів послуг.
Оскільки немає жодної специфіки в змісті та характері роботи, яку виконують ті, хто займається суспільним служінням, визначальним критерієм є мотивація та самовизначення виконавців, а також ставлення й оцінка тих, на кого вона спрямована.
Світоглядними мотивами суспільного служіння можуть бути релігійні переконання, ідеологія гуманізму або філантропія, патріотизм.
Додатково слід згадати про альтруїзм, який визначають як поведінкову звичку, рису характеру або, навіть, похідним від фізіологічних функцій мозку. Він є частим, але не обов'язковим супутником суспільного служіння, адже схильність не спричинює діяльності, а лише робить її перебіг більш або менш комфортним. Головним же чинником слід вважати свідомий вибір людини діяти на користь ближнього.

## Споріднені терміни
В юридичному сенсі: Благодійництво

В соціально-філософському Соціалізм

В релігійному сенсі: Милосердя

## Служіння як основа суспільного життя
Служіння можна визначити як любов у дії, найвідповіднішим середовищем служіння слід розглядати родину. Вочевидь, саме взаємне піклування, щирість і довірливість у взаєминах є моделлю для формування подальших мотивацій та поведінки служіння (слід зауважити, мова — не про безпосередній досвід гармонійних сімейних стосунків, скоріше «архетипічний» їх образ).
Таким чином, служіння в суспільстві є перенесенням на новий, вищий щабель рис, притаманних родинним взаєминам: увага та сприяння ближнім — аж до самопожертви, безкорислива любов.

### З точки зоруетики
Згідно з «Етикою» Арістотеля, кожен прагне щастя, а воно передбачає дію душі, цілком узгоджену з доброчесністю  та сутністю людини. Людина за природою суспільна істота, тому є логічним висновок: «У чому сенс життя? Служити іншим і творити добро». 

На думку Ф. Бекона, кожному предмету притаманні такі прагнення:
- — до індивідуального блага, що робить його цілісним у самому собі;
- — до суспільного блага, що робить його частиною іншого, більшого, цілого.

Прагнення до суспільного блага, за його переконаннями, є важливішим, оскільки воно зорієнтоване на збереження загальної форми, що найвиразніше виявляється у взаєминах між людьми.

Князь Кропоткін у незавершеній роботі «Етика. Походження і розвиток моральності» пов'язує доброчинність з еволюційною теорією, прогресивною на той час. З його точки зору,  сама природа навчає людей взаємодопомоги, яку можна спостерігати на видовому та міжвидовому рівнях. Служіння у суспільстві, таким чином виглядає справді природним. Існування присвячене виключно власній вигоді зробило б неможливим будь-яке суспільне життя.

### З точки зору релігій
Головною цінністю вважається духовне спасіння, а справді важливою діяльністю — проповідь. Однак, справи милосердя заохочуються як такі, що відповідають вищому порядку, допомагають тому, хто вчиняє їх, очищатись, наближатись до початкового Божого ідеалу. Тому служіння є частиною духовних практик чернецтва, а діяльна любов — визнаною чеснотою.

## Споріднені поняття

### Соціальна робота
Соціальна робота за мотиваціями її виконавців може відповідати поняттю суспільного служіння, хоча важливішими ознаками або рушіями в ній виглядають професійність, цілі конкретної організації. Як правило, соціальна служба реалізує державну політику в соціальній сфері або візію неурядової інституції, що може певною мірою суперечити або збігатися з поглядами працівників.

## Додаток
1. ↑  Socialism. Routledge Encyclopedia of Philosophy. London та New York: Routledge. 1998.